# Lake City (Tennessee)
Lake City es una ciudad ubicada en los condados de Anderson y Campbell en el estado estadounidense de Tennessee. En el Censo de 2010 tenía una población de 1.781 habitantes y una densidad poblacional de 433,03 personas por km².

## Geografía
Lake City se encuentra ubicada en las coordenadas 36°13′27″N 84°9′18″O / 36.22417, -84.15500. Según la Oficina del Censo de los Estados Unidos, Lake City tiene una superficie total de 4.11 km², de la cual 4.11 km² corresponden a tierra firme y (0%) 0 km² es agua.

## Demografía
Según el censo de 2010, había 1.781 personas residiendo en Lake City. La densidad de población era de 433,03 hab./km². De los 1.781 habitantes, Lake City estaba compuesto por el 0.1% blancos, el 0.06% eran afroamericanos, el 0.22% eran amerindios, el 0.34% eran asiáticos, el 0% eran isleños del Pacífico, el 0.51% eran de otras razas y el 1.24% pertenecían a dos o más razas. Del total de la población el 1.12% eran hispanos o latinos de cualquier raza.